# Chinanu Onuaku
Chinanu Michael Onuaku (Lanham, Maryland, 1 de novembre de 1996) és un jugador de bàsquet estatunidenc d'ascendència nigeriana de 2,08 metres d'estatura que juga a les posicions d'aler pivot o pivot. És el germà menor del també jugador professional Arinze Onuaku.

## Trajectòria esportiva
A la Universitat va jugar dues temporades amb els Cardinals de la Universitat de Louisville, amb una mitjana de 6,2 punts, 6,4 rebots i 1,6 taps per partit. Va ser elegit en la trentena setena posició del Draft de l'NBA del 2016 per Houston Rockets. Va jugar la Lliga d'estiu de l'NBA d'aquell any i acaba signant amb els Rockets. Va fer el seu debut a l'NBA el 26 de desembre de 2016, entrant al quart quart i registrant sis punts i tres rebots en una victòria per 131-115 sobre els Phoenix Suns. Aquella temporada també va jugar amb els Rio Grande Valley Vipers, l'afiliat de la D-League dels Rockets.
El 20 d'octubre de 2018 va ser seleccionat al draft de la NBA G League 2018 pel Greensboro Swarm. La seva primera temporada fora dels Estats Units va ser la 2019-20 a Corea del Sud, jugant amb el Wonju DB Promy, amb els que va fer una mitjana de 14,4 punts, 10,3 rebots, 2,5 assistències, 1,4 robatoris i 1,5 taps per partit. En el mes d'octubre de 2020 signa amb el Zadar de la lliga croata.
El 21 de juliol de 2021 va signar amb Bnei Herzliya de la Premier League israeliana de bàsquet, amb els que guanya la Copa Estatal de bàsquet israelià després de superar l'Hapoel Tel Aviv a la final per 87–82. Onuaku es va coronar com a MVP del partit amb 30 punts, 17 rebots, 4 assistències, 4 taps i 50 de valoració.
El 20 de juliol de 2022 va signar amb el Dinamo Sassari de la lliga italiana, però en el mes de novembre es desvincula de l'equip italià i acaba la temporada a l'Hapoel Tel Aviv israelià.
En 27 de juliol de 2023 fitxa pel Club Joventut Badalona, però rescindeix el seu contracte a començaments del mes de novembre.